# Tiefenbronn

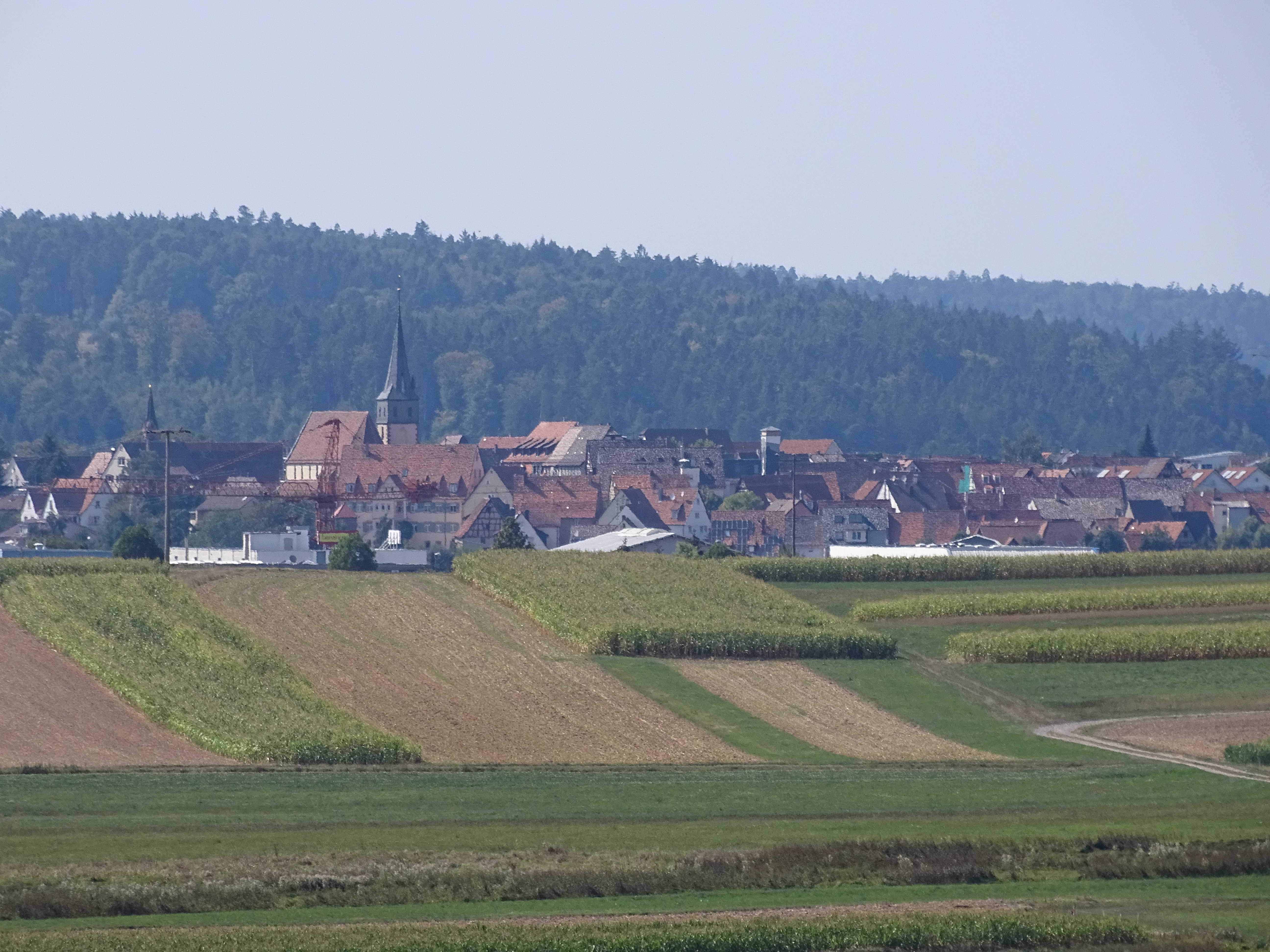
Tiefenbronn

Tiefenbronn ist eine Gemeinde und ein Dorf im Enzkreis in Baden-Württemberg.

## Geographie

### Geographische Lage
Die Gemeinde Tiefenbronn mit den Ortsteilen Tiefenbronn, Mühlhausen und Lehningen liegt am Rande des Nordschwarzwaldes am Übergang der Naturräume Schwarzwald-Randplatten und Obere Gäue. Die Siedlungsbereiche liegen auf Hochflächen des Oberen Buntsandsteins oberhalb des eingeschnittenen Tals der Würm, nur der Ortsteil Mühlhausen reicht bis in den Talgrund. Die Würm verlässt die Gemarkung im Nordwesten an deren tiefstem Punkt auf ca. 325 m ü. NHN, während sich der höchste Punkt Tiefenbronns im Süden auf 526 m ü. NHN an der Muschelkalk-Anhöhe Büchelberg befindet. Tiefenbronn ist Mitglied im Naturpark Schwarzwald Mitte/Nord und liegt an dessen östlichem Rand. Das Stadtzentrum Pforzheims befindet sich in Luftlinie zehn Kilometer nordwestlich von Tiefenbronn, 25 bis 30 Kilometer östlich liegt das Zentrum der Landeshauptstadt Stuttgart.

### Nachbargemeinden
Die folgenden Städte und Gemeinden grenzen im Uhrzeigersinn an Tiefenbronn: Im Nordosten und Osten Wimsheim, Friolzheim und Heimsheim (alle Enzkreis), im Süden Weil der Stadt (Landkreis Böblingen), im Westen besteht eine lange Grenze zu Neuhausen (Enzkreis), eine kürzere im Nordwesten zur Großstadt Pforzheim.

### Gemeindegliederung
Zur Gemeinde Tiefenbronn gehören die ehemaligen Gemeinden Lehningen und Mühlhausen. Zu den ehemaligen Gemeinden Lehningen und Mühlhausen gehören jeweils nur die gleichnamigen Dörfer. Zur Gemeinde Tiefenbronn in den Grenzen von 1971 gehören das Dorf Tiefenbronn und die Häuser Wasserwerk. Auf Lehninger Gemarkung liegt die Wüstung Höwingen.

## Geschichte
Tiefenbronn wurde erstmals 1105 im Codex Hirsaugiensis erwähnt. Während der Zeit der Stammesherzogtümer lag der Ort im Herzogtum Franken. Später war es im Besitz der Herren vom Stain. Jakob von Stein verkaufte den Ort 1407 an den Reichsfreiherrn Diether V. von Gemmingen, der die Linie Gemmingen-Hagenschieß der Freiherren von Gemmingen begründete.
Die Reformation wurde von den Gebieten unter Gemming’scher Herrschaft nicht angenommen, so dass die heutigen Gemeinden Neuhausen und Tiefenbronn eine katholische Enklave im protestantischen Pforzheimer Umland bildeten. Insbesondere auf diesen Umstand lassen sich die ungebrochenen Fastnachtstraditionen in Neuhausen und Tiefenbronn zurückführen. Erst Aloys Henhöfer gründete durch seinen Übertritt gemeinsam mit Gleichgesinnten im Jahr 1823 eine evangelische Gemeinde in Mühlhausen, deren erster Pfarrer er wurde.
Seit 1806 gehörte der Ort zum Großherzogtum Baden, das 1839 auch den Besitz der Gemminger aufkaufte. Ab dem 25. Juni 1939 waren Tiefenbronn, Lehningen und Mühlhausen Bestandteile des Landkreises Pforzheim.

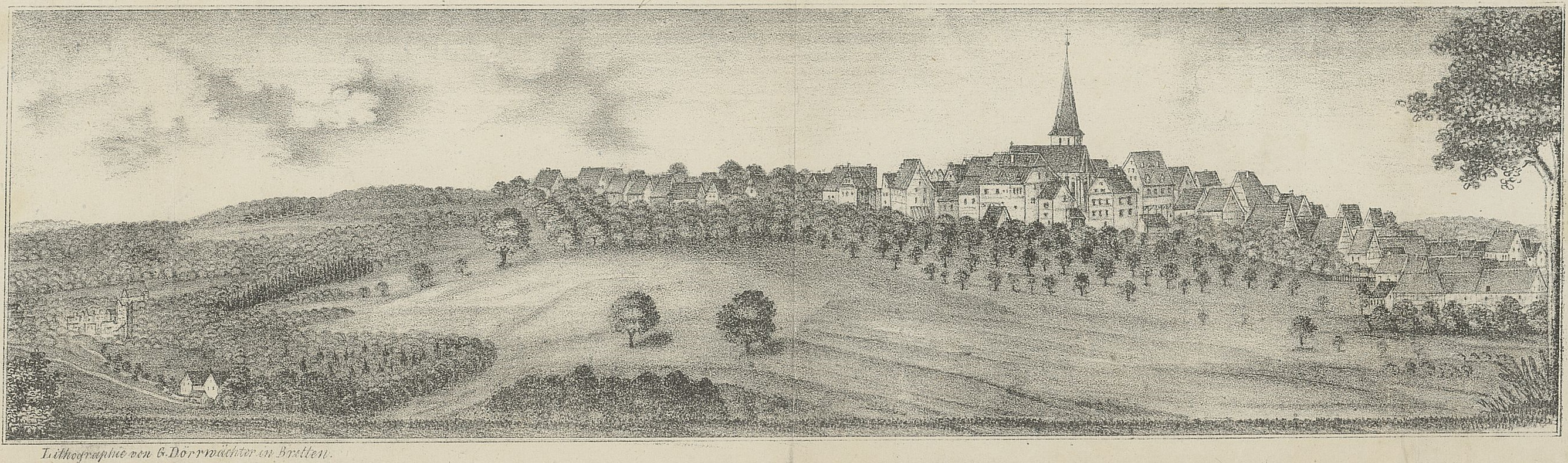
Tiefenbronn auf einer Lithographie aus dem Jahr 1856

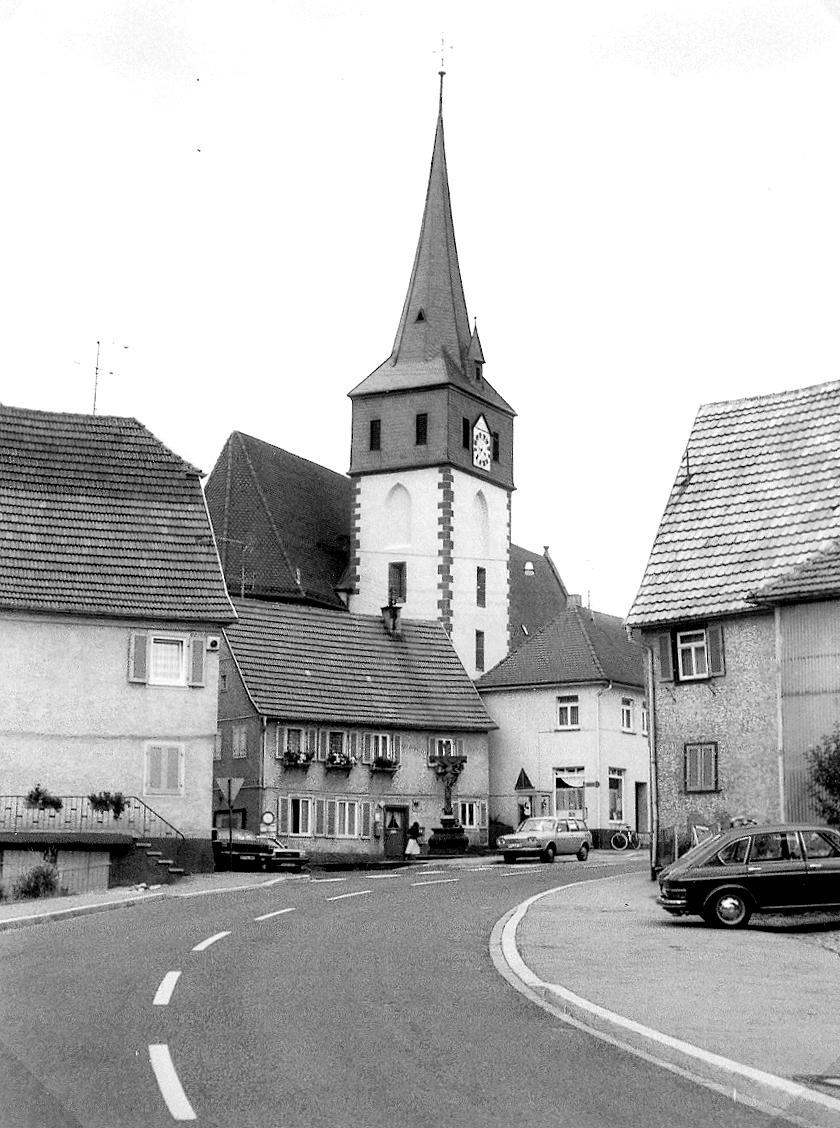
Tiefenbronn 1977

Im Jahre 1945 wurden die Ortschaften Teil der Amerikanischen Besatzungszone und gehörten somit zum neu gegründeten Land Württemberg-Baden, das 1952 im jetzigen Bundesland Baden-Württemberg aufging.
Die heutige Gemeinde wurde am 1. Januar 1972 durch die Vereinigung der Gemeinden Tiefenbronn, Lehningen und Mühlhausen neu gebildet. 1973 erfolgte die Kreisreform in Baden-Württemberg, bei der die neue Gemeinde zum Enzkreis kam.
In den 1990er Jahren geriet Tiefenbronn mehrfach in bundesweite Schlagzeilen: Zum einen wurden bei wiederholten Einschlägen von Eisbrocken aus Flugzeugtoiletten etliche Dachfenster und Gebäude beschädigt. Auch ein Entführungsfall brachte 1997 die Presse nach Tiefenbronn.
Wappen der früheren Gemeinden

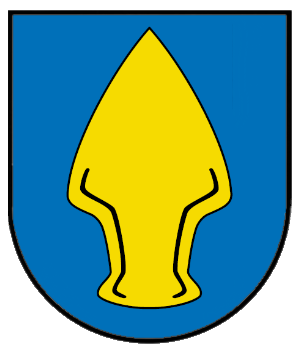
Mühlhausen an der Würm
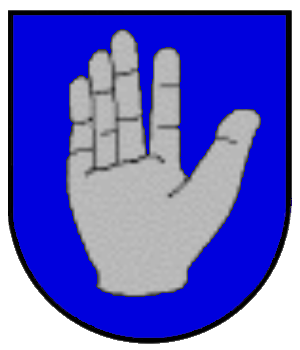
Lehningen

## Ortsteile
Mühlhausen wurde wie Tiefenbronn erstmals 1105 im Codex des Klosters Hirsau erwähnt. Mit Tiefenbronn zusammen kam es über die Reichsfreiherrn von Gemmingen an das Großherzogtum Baden und schließlich an Baden-Württemberg. Zum 1. Januar 1972 wurde es gemeinsam mit dem Ortsteil Lehningen nach Tiefenbronn eingemeindet.
Lehningen ist der kleinste Ortsteil der Gemeinde Tiefenbronn.

## Politik

### Gemeinderat
Der Gemeinderat in Tiefenbronn besteht aus den 14 gewählten ehrenamtlichen Gemeinderäten und dem Bürgermeister als Vorsitzendem. Der Bürgermeister ist im Gemeinderat stimmberechtigt. Die Kommunalwahl am 9. Juni 2024 führte zu folgendem amtlichen Endergebnis. Die Wahlbeteiligung lag bei 69,16 % (2019: 67,3 %). 
| Partei                                    | Stimmen | Sitze | Ergebnis 2019    |
| CDU                                       | 44,47 % | 6     | 36,06 %, 5 Sitze |
| Liste Mensch und Umwelt Tiefenbronn (LMU) | 32,71 % | 5     | 34,95 %, 5 Sitze |
| Freie Wähler Tiefenbronn                  | 22,82 % | 3     | 13,87 %, 2 Sitze |
| SPD                                       | 0 %     | 0     | 12,01 %, 2 Sitze |
| Tierschutzpartei                          | 0 %     | 0     | 3,11 %, 0 Sitze  |

### Bürgermeister
Am 11. März 2012 wurde der parteilose Frank Spottek mit 78,63 Prozent der Stimmen im ersten Wahlgang zum neuen Bürgermeister gewählt. Vorgänger im Amt war Friedrich Sämann. Im März 2020 wurde Spottek ohne Gegenkandidat mit 97,6 % der Stimmen wiedergewählt.

### Partnergemeinde
Im Jahre 2022 schloss Tiefenbronn eine Gemeindepartnerschaft mit dem französischen Ort Frasne.

## Bildung
Mit der Lucas-Moser-Schule verfügt Tiefenbronn über eine Grundschule. Die Verbandsschule im Biet in Steinegg, eine Gemeinschaftsschule, wird gemeinsam von den Gemeinden Tiefenbronn und Neuhausen getragen.

## Kultur und Sehenswürdigkeiten

### Bauwerke

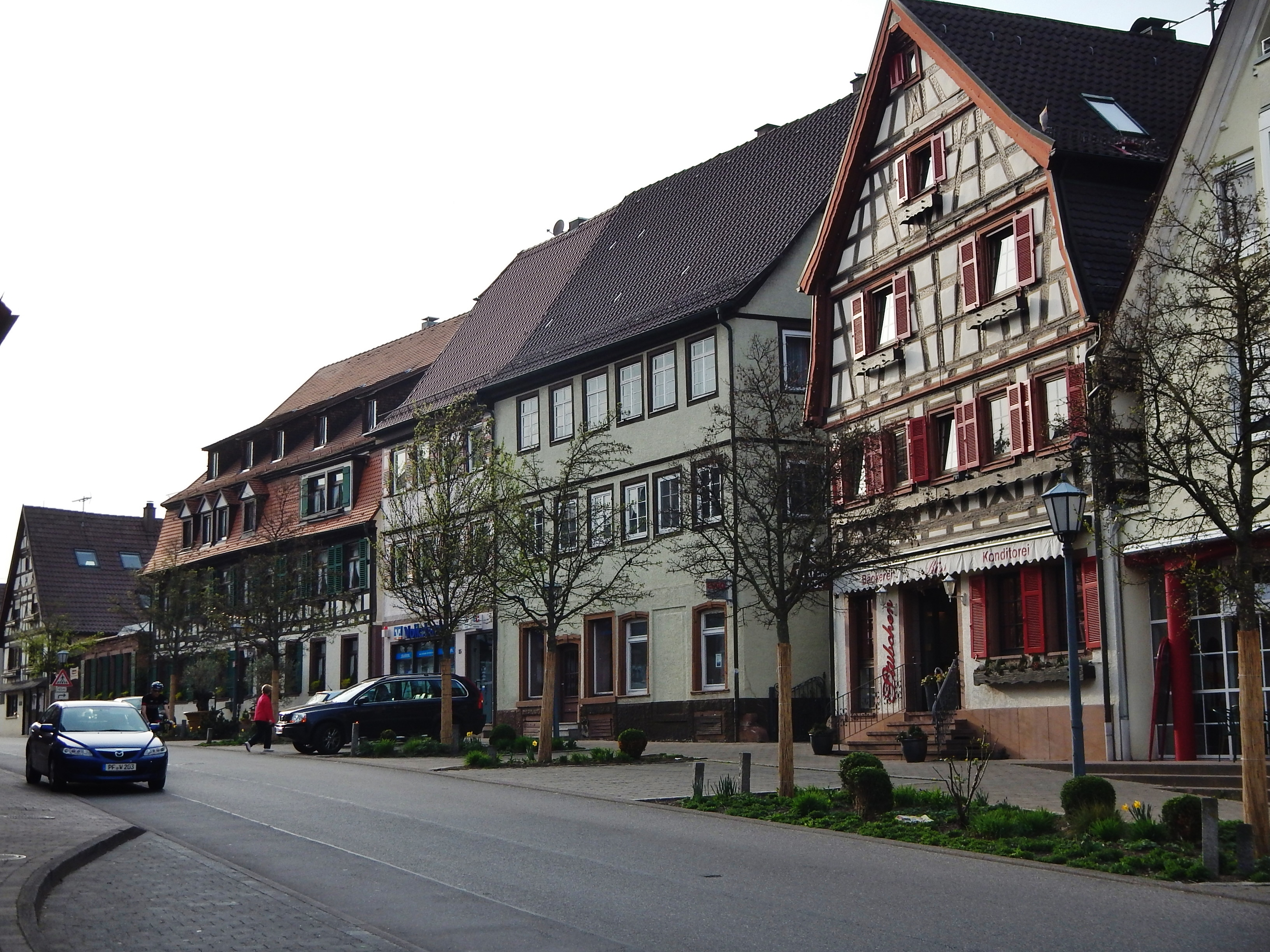
Franz-Josef-Gall-Straße

Im Ortsteil Tiefenbronn ist die kulturhistorische Berühmtheit seine 600 Jahre alte Kirche St. Maria Magdalena, die mehrere Sehenswürdigkeiten bietet. Neben einer gotischen Silbermonstranz von Jörg Seldere beherbergt sie die Hauptwerke von gleich zwei Meistern: den Hochaltar von Hans Schüchlin aus dem Jahr 1469 und den Magdalenenaltar von Lukas Moser aus dem Jahr 1432.
Im Ortsteil Mühlhausen sind die katholische Kirche St. Alexander aus dem Jahre 1495 mit ihren Grabplatten von 1607 und 1732 sowie das alte Wasserschloss Steinegg mit Wehrmauer von 1551/1553 sehenswert. Das Schloss kam 1823 durch das Wirken von Aloys Henhöfer in den Besitz der evangelischen Gemeinde.
Im Ortsteil Lehningen ist die kleine katholische Kirche St. Ottilien in der Ortsmitte sehenswert. Sie wurde etwa 1500 erbaut.

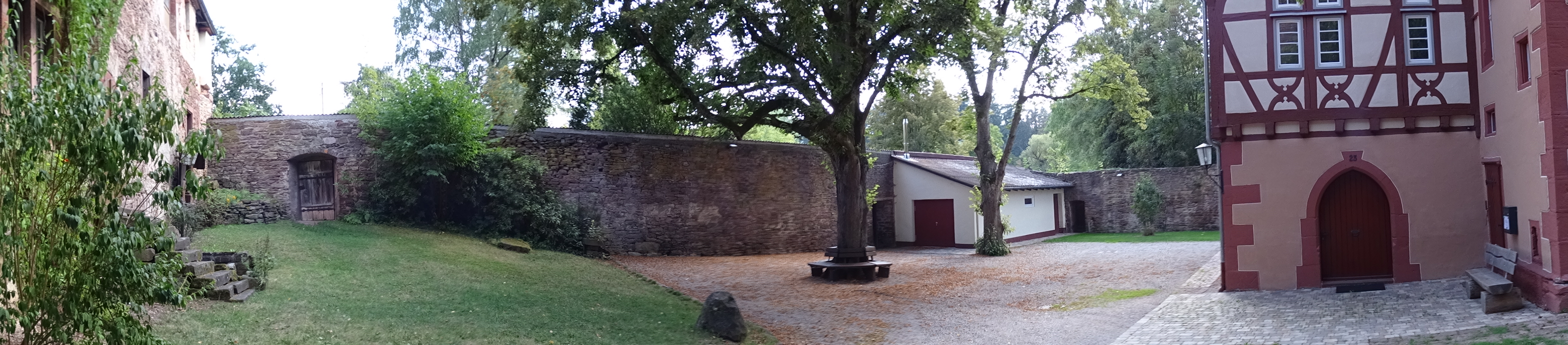
Wasserschloss Mühlhausen, Innenhof
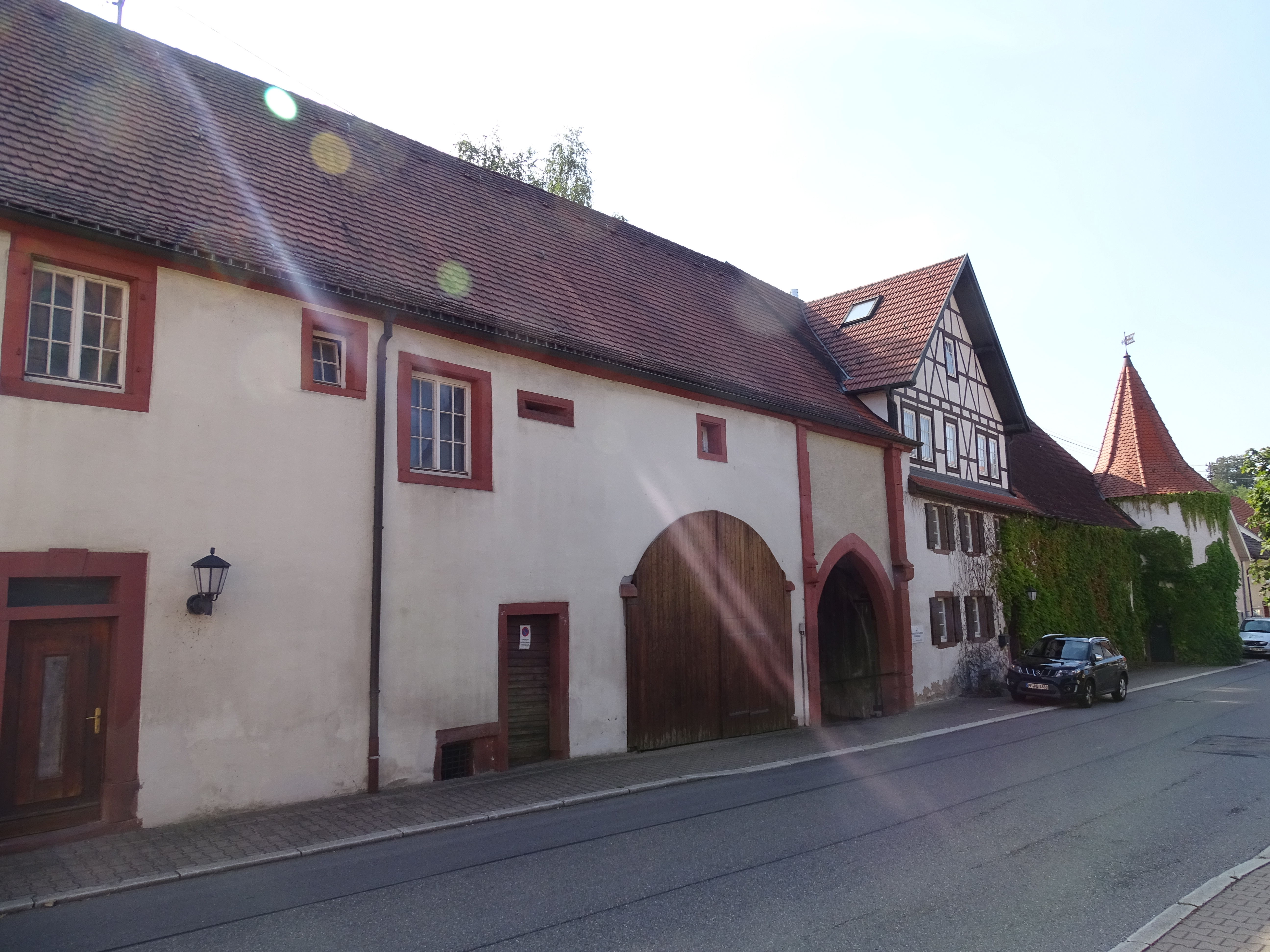
Wasserschloss Mühlhausen von der Straße aus
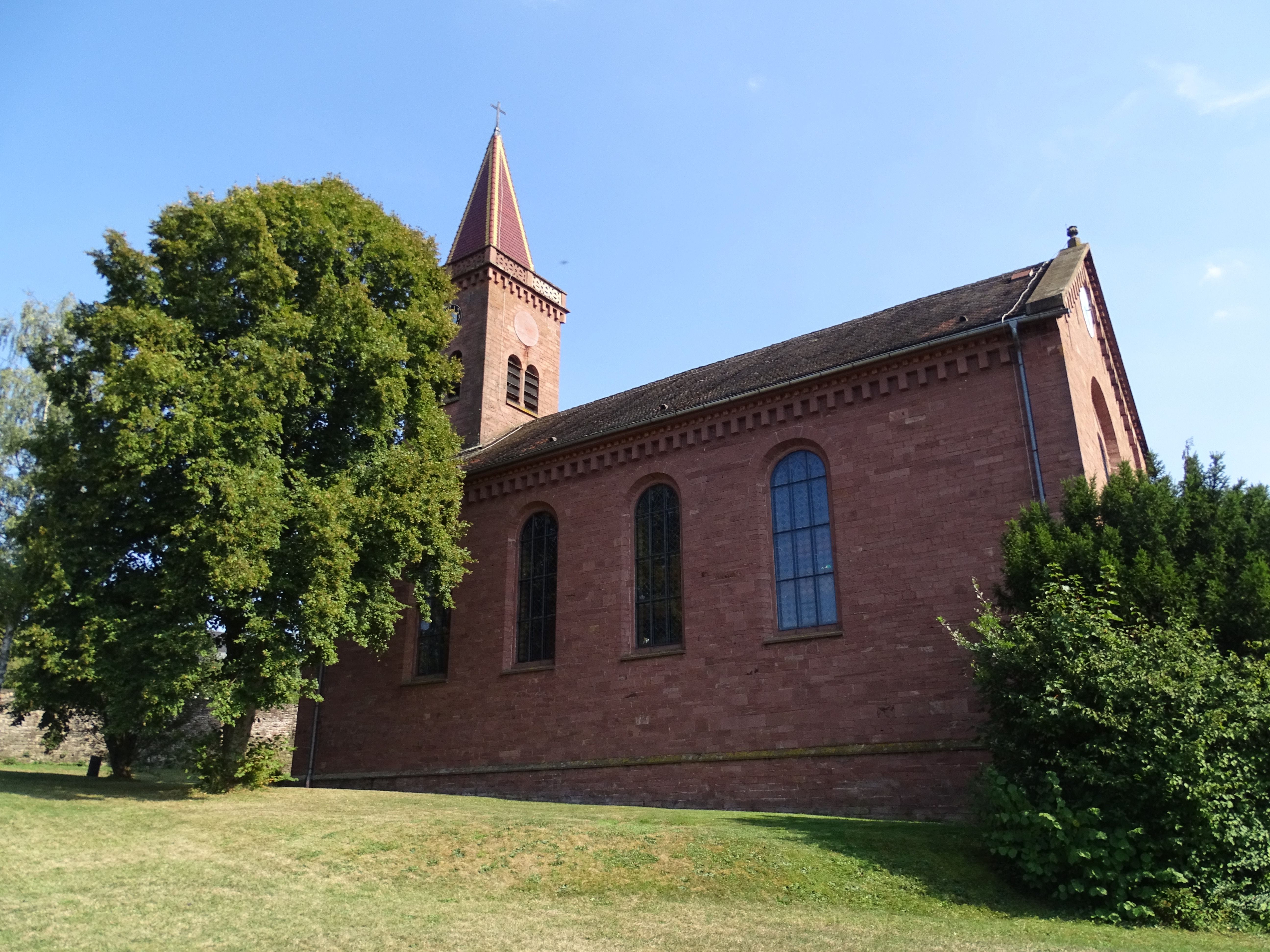
Kreuzkirche in Mühlhausen
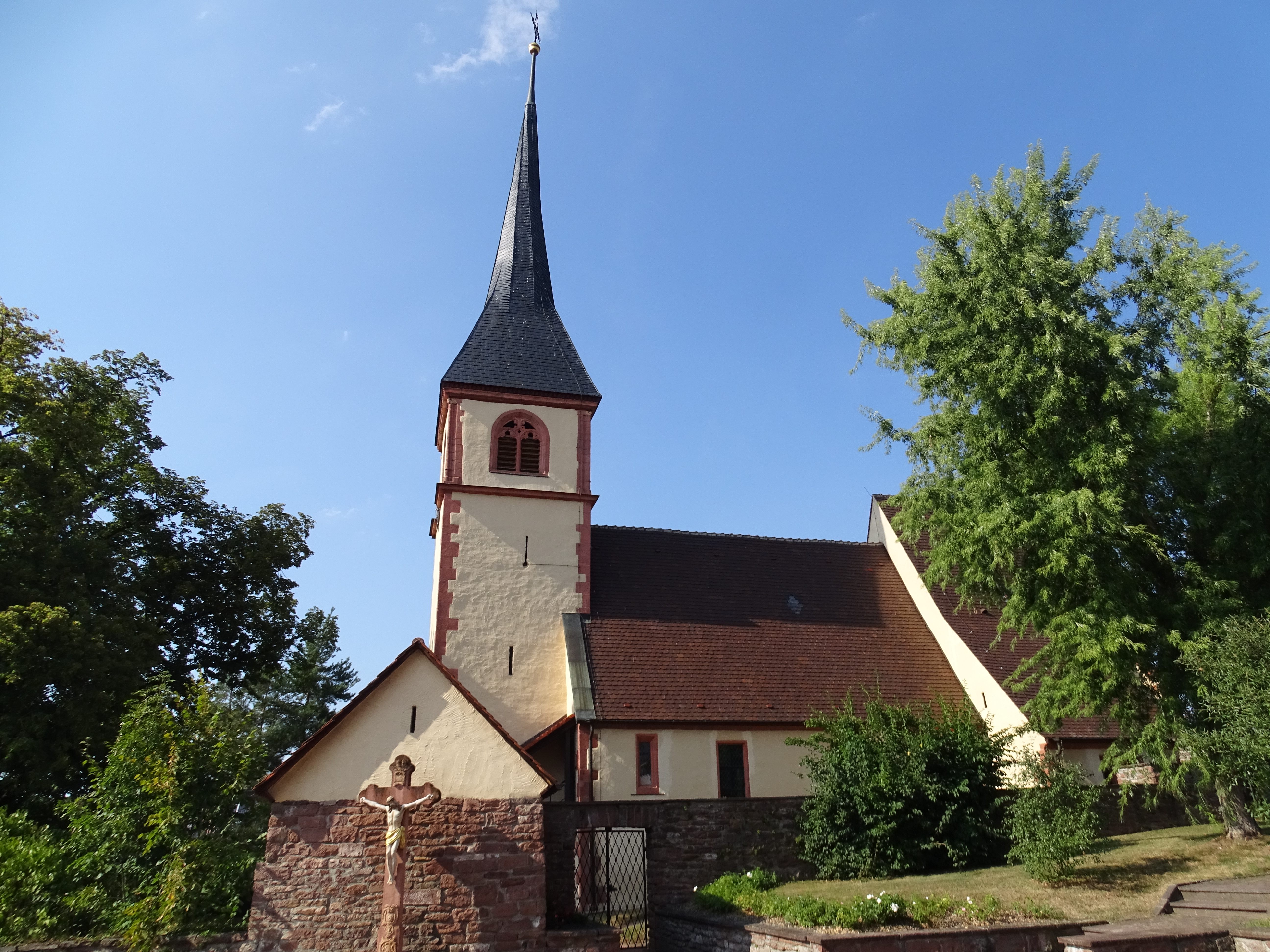
St. Alexander in Mühlhausen
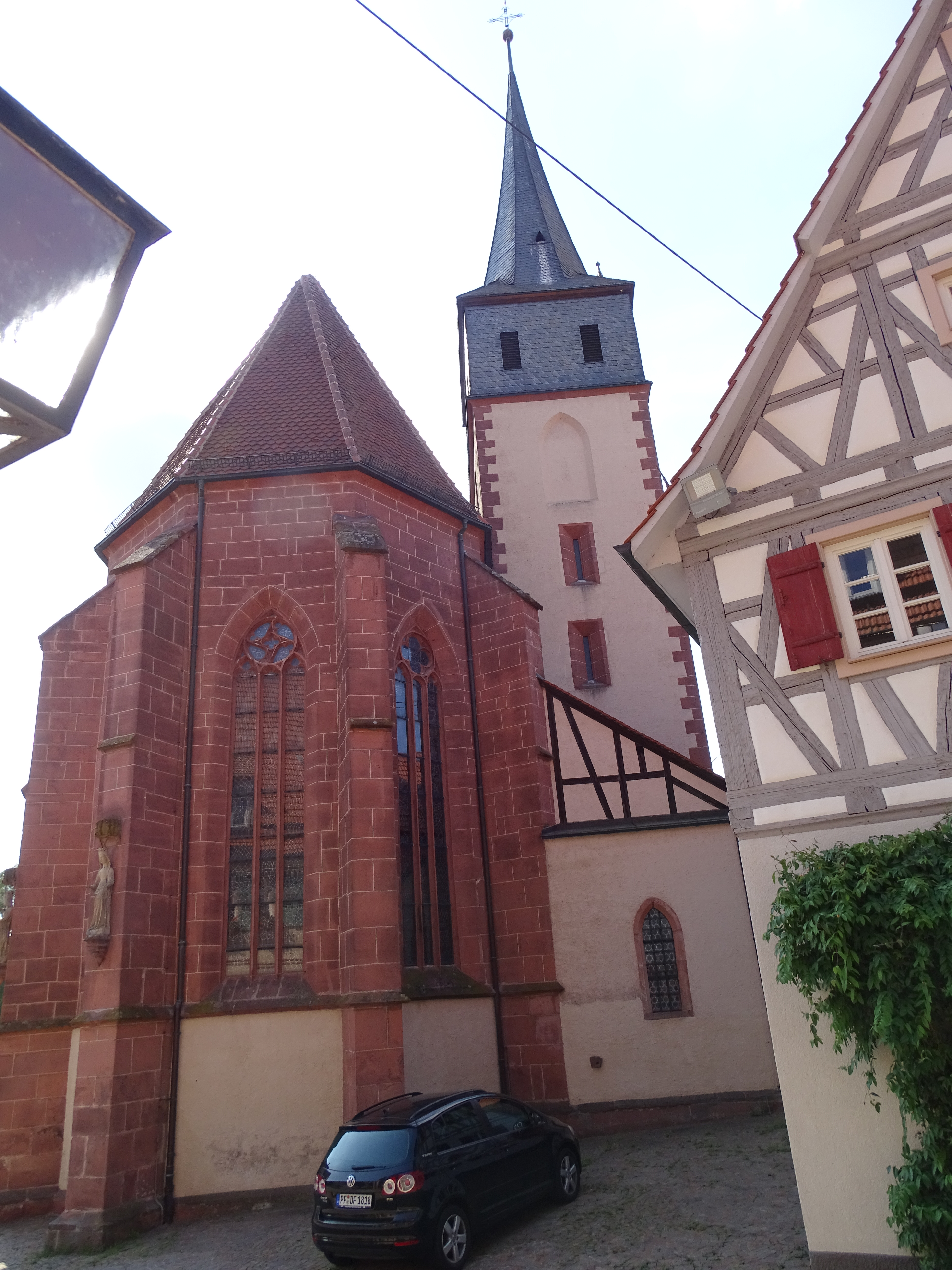
St. Magdalena Tiefenbronn
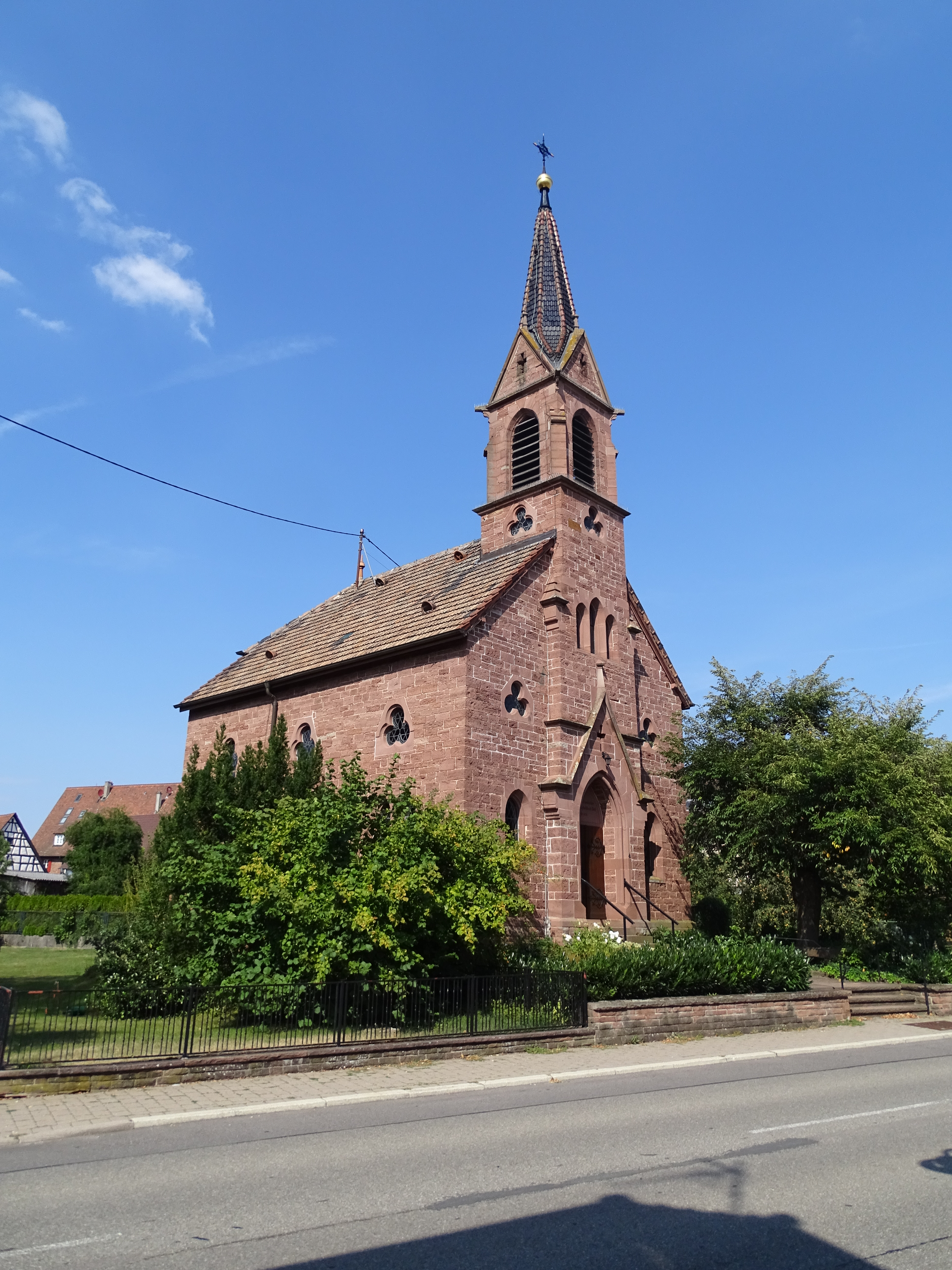
Friedenskirche Tiefenbronn

### Brauchtum
Seit vielen Jahrzehnten pflegt Tiefenbronn die Karnevalstradition, die zu den wichtigsten Brauchtümern im Ortsgeschehen zählt. Im Jahr 1954 wurde der Tiefenbronner Carnevalverein (TCV) gegründet, der alljährlich Veranstaltungen, wie z. B. Prunksitzungen, Maskenbälle, den Tiefenbronner Fasnetsumzug oder das Schneemannverbrennen organisiert. Die Tiefenbronner Fasnet ist die älteste ihrer Art im Enzkreis, dem Raum Pforzheim und darüber hinaus. Neben dem TCV gibt es neun Masken- und Zunftgruppen, die sich aktiv an der Fasnet beteiligen. Die Symbolfigur der Tiefenbronner Fasnet ist der Schmellenhopfer (Schimpfname der Tiefenbronner). Den Narren steht alljährlich ein neuer Schmellenprinz vor.

## Verkehr
Tiefenbronn ist über Landes- und Kreisstraßen an die umgebenden Orte und die Anschlussstelle Heimsheim (Nr. 46) der Bundesautobahn 8 Karlsruhe–Pforzheim–Stuttgart–München angebunden. Regionale Buslinien verbinden Tiefenbronn mit Pforzheim, Weil der Stadt und Leonberg.

## Persönlichkeiten

### Söhne und Töchter der Gemeinde
- Johann Otto von Gemmingen (1545–1598), Fürstbischof von Augsburg
- Johann Konrad von Gemmingen (1561–1612), Fürstbischof zu Eichstätt
- Franz Joseph Gall (1758–1828), Arzt, Begründer der Phrenologie
- Julius Gehrum (1889–1947), Polizist, SS-Obersturmführer, Chef der Geheimen Staatspolizei (Gestapo) in Kehl sowie ab 1940 in Straßburg und verurteilter Kriegsverbrecher

### Personen, die vor Ort gewirkt haben
- Meister des Tiefenbronner Hochaltars, Bildender Künstler des 15. Jahrhunderts
- Aloys Henhöfer (1789–1862), Theologe, wirkte im heutigen Ortsteil Mühlhausen
- Matthias Ebner (* 1984), Politiker (Tierschutzpartei), wohnt vor Ort
- Bernd Gögel (* 1955), Politiker (AfD), Landtagsabgeordneter, wohnt im Ortsteil Mühlhausen

## Trivia
Nach Tiefenbronn wurde 1959 der Tiefenbronner Weg in der Schwarzwaldsiedlung des Berliner Bezirks Reinickendorf benannt; fünf weitere örtliche Straßen tragen ebenfalls Ortsnamen aus dem Großraum Pforzheim. Die Gründe für die Auswahl sind unklar.